# 任皇后
任皇后，成汉的建立者成武帝李雄的皇后。315年，任氏被立为皇后。任皇后无子，虽然李雄有许多庶子，但李雄立由任皇后撫養的侄子李班为皇太子。

## 為皇太后
334年，李雄去世，李班即位，尊任皇后为皇太后。数月后，李班被李雄的儿子李越杀害，李越拥立李雄的另一个儿子李期（亦由任皇后抚养）为皇帝。李越矫诏称是尊任太后的旨意而行。李期执政时，任氏仍为皇太后。338年，李期被李寿推翻，李寿亦矫诏称是尊任太后的旨意而行，说明此时任太后尚在人世，不过史书没有提到任太后何时去世。
| 前任： 晋朝皇后羊皇后 | 成汉皇后 315年—334年 | 繼任： 阎皇后 |